# Абашидзе, Григол Григолович
Григо́л Григо́лович (Григо́рий Григо́рьевич) Абаши́дзе (на русском языке фамилия произносится через -зэ [ А б а ш и́ д з э ], груз. გრიგოლ გრიგოლის ძე აბაშიძე; 1 августа 1914, Зеда Ргани, Кавказское наместничество — 29 июля 1994, Тбилиси) — советский грузинский поэт и писатель. Соавтор текста Гимна Грузинской ССР (1944). Герой Социалистического Труда (1974). Лауреат Сталинской премии второй степени (1951). Член ВКП(б) с 1944 года. Первый секретарь Правления СП Грузии с 1967 года. Академик Академии наук Грузинской ССР (1979). Депутат Совета Национальностей Верховного Совета СССР VIII—XI созывов от Зестафонского избирательного округа № 175 Грузинской ССР.

## Биография
Григол Абашидзе родился 19 июля (1 августа) 1914 года в городе Чиатуры в семье бывшего владельца «Чиатурмарганца», предприятия по добыче и обогащению марганцевых руд в городе Чиатура Имеретии, разрабатываемого с 1879 года по инициативе грузинского поэта Акакия Церетели. Его сестра Тамара — прабабушка 3-го президента Грузии Михаила Саакашвили.
В 1931 году окончил среднюю школу в Тифлисе. В 1936 году окончил филологический факультет Тбилисского государственного университета имени И. В. Сталина. Печататься начал в 1934 году.
Герой поэзии Абашидзе — грузинский человек-труженик («Вечно в доспехах» (1938), «Основоположник» (1939)). В годы Великой Отечественной войны написал произведения о ней («Враги» (1941), «Поединок танков» (1941), «Знамёна» (1943), поэма «Непобедимый Кавказ» (1943)).
В 1944 году в соавторстве с Александром Абашели написал текст гимна Грузинской ССР.
В циклах стихов «На южной границе» (груз. სამხრეთის საზღვარზე, 1949) и «Ленин в Самгори» (груз. ლენინი სამგორში1950), за которые ему была присвоена Сталинская премия II степени (1951), Абашидзе «раскрывал силу патриотизма и стремление советских людей к миру». В поэме «Георгий шестой» (груз. გიორგი VI 1942) показана борьба грузинского народа за национальную независимость.
Автор драматических поэм «Легенда о первых тбилисцах» (1959) и «Путешествие в три времени» (1961), исторических романов из жизни Грузии XIII века (1-я книга, 1957 — «Лашарела», 2-я — «Долгая ночь», 3-я — «Цотнэ, или Падение и возвышение грузин»). Также писал и для детей.
Его произведения переведены на французский, английский, русский, украинский и др. языки. Абашидзе перевёл на грузинский язык поэзию Ш. Петефи, А. Мицкевича, П. Неруды, М. Эминеску, И. Вазова, Х. Ботева.
Работал в 1941—1942 годах ответственным секретарём журнала «Мнатоби» (груз. მნათობი), в 1944—1950 — ответственным редактором юмористического журнала «Нианги» (груз. ნიანგი), а также журнала «Дроши» (груз. დროში).
Г. Г. Абашидзе умер 29 июля 1994 года в Тбилиси. Похоронен в Дидубийском пантеоне писателей и общественных деятелей.

## Признание и награды

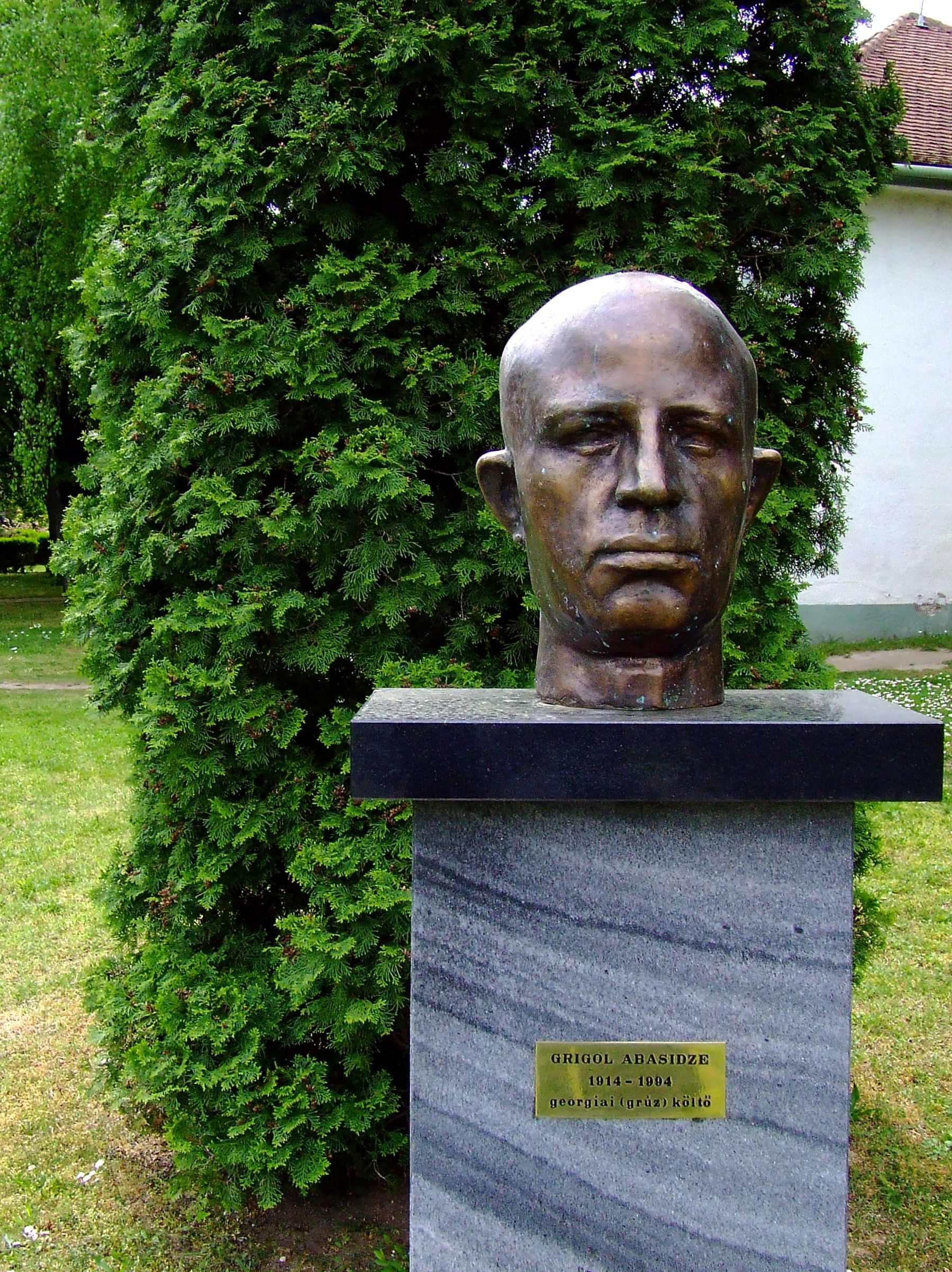
Бюст в Музее Ш. Петёфи

- Сталинская премия второй степени (1951) — за циклы стихов «На южной границе» (1949) и «Ленин в Самгори» (1950).
- Герой Социалистического Труда (27.09.1974)
- два ордена Ленина (02.07.1971; 27.09.1974)
- орден Октябрьской Революции (31.07.1984)
- орден Трудового Красного Знамени (17.04.1958)
- орден «Знак Почёта» (24.02.1946)
- орден Чести (1994, Грузия)
- Государственная премия Грузии имени Шота Руставели (1994, посмертно)